# Embalse de Cruz del Eje
El Embalse Cruz del Eje se interpone en el curso de agua del río Cruz del Eje; en el extremo norte de las Sierras Chicas,
a 7 km aguas arriba de la ciudad de Cruz del Eje. El gobernador radical Amadeo Sabattini (1936-1940) creó la Dirección Provincial de Hidráulica, organismo administrativo que planificó la construcción del dique de Cruz del Eje. Al colocar la piedra fundamental, sostuvo: "Es obvio manifestar que el Dique de Cruz del Eje, el tercero cuya construcción ha tenido mi gobierno el honor de dar comienzo, se ha conseguido mediante (...) la creación del organismo administrativo especializado, ordenado por la ley 3732. Sin ella, no habría sido posible ni éste, ni los de La Viña y San Roque". Esta obra fue continuada durante el mandato del gobernador  Santiago del Castillo y el vicegobernador Arturo Illia (1940-1943). En el Plan de Obras Públicas aprobado para el año 1943, se destinaron 8.600.000 pesos destinados a su construcción, como también al nuevo dique La Viña y canales de los mismos.
Hoy,  esta importante presa hidroeléctrica, es un espejo de agua suma un atractivo turístico merced a que da la posibilidad de practicar deportes náuticos y pesca de truchas, pejerreyes.
En 1980, fue remodelado transformándose en el paredón de bóveda múltiple y contrafuertes más largo de Sudamérica

## Datos técnicos
- Altura de la represa: 	40m
- Área, a la cota del vertedero: 1.093 ha
- Ríos que desembocan: río Candelaria, Quilpo y San Marcos.
- Volumen, a la cota del vertedero: 112 hm³.
- Localización = 30°46′00″S 64°46′00″O / -30.76667, -64.76667 .
- Función: agua potable, energía hidroeléctrica, riego, atenuación de crecidas.
- Construcción: 1940 a 1943.
- Remodelación: 1977 - 1980.
- Coronamiento: 3,08 km .
- Volumen máximo: 201 hm³.web/estadisticas/CC/B.geog.htm (enlace roto disponible en Internet Archive; véase el historial, la primera versión y la última).
- Módulo: 3 m³/s (serie Hemiciclo 3 años seco, 7 húmedo: 1970 - 1980)
- Tipo de represa: mixta: concreto contrafuertes y materiales sueltos.
- Proyecto: MOP Ing. Benjamín A. Reolín
- Constituyentes: concreto y materiales sueltos
- Apoyos: granito
- Cuenca de llenado: 1.840 km²
- Lluvia media anual en la cuenca: 596 mm (estrictamente Hemiciclo Seco: 1940 - 1970: (datos Hemiciclo Húmedo: 1870-1920 y 1973-2006)
- Cota fundante: 529 m s. n. m.; 110 m sobre cero del proyecto
- Cota embalse máximo: 569 m s. n. m.; 39 m sobre cero local (DPH) 150 m sobre cero del proyecto.
- Área lago a cota del embalse máximo: 1.327 ha
- A central hidroeléctrica: rejas, 2 caños, diámetro 11 dm, compuerta de emergencia, 2 caños forzados de 100 m con válvula tipo aguja.
- Hidroelectricidad: 1,7 MW; 15.909 MWh/año
- Vertedero de planta recta: long. 69 m, 4 vanos, longitud 25 m, para alojar compuertas de 15 x 6 m, canal de fuga longitud 300 m
- Último sismo: 22 de septiembre de 1908; 6,5 en la escala de Richter.

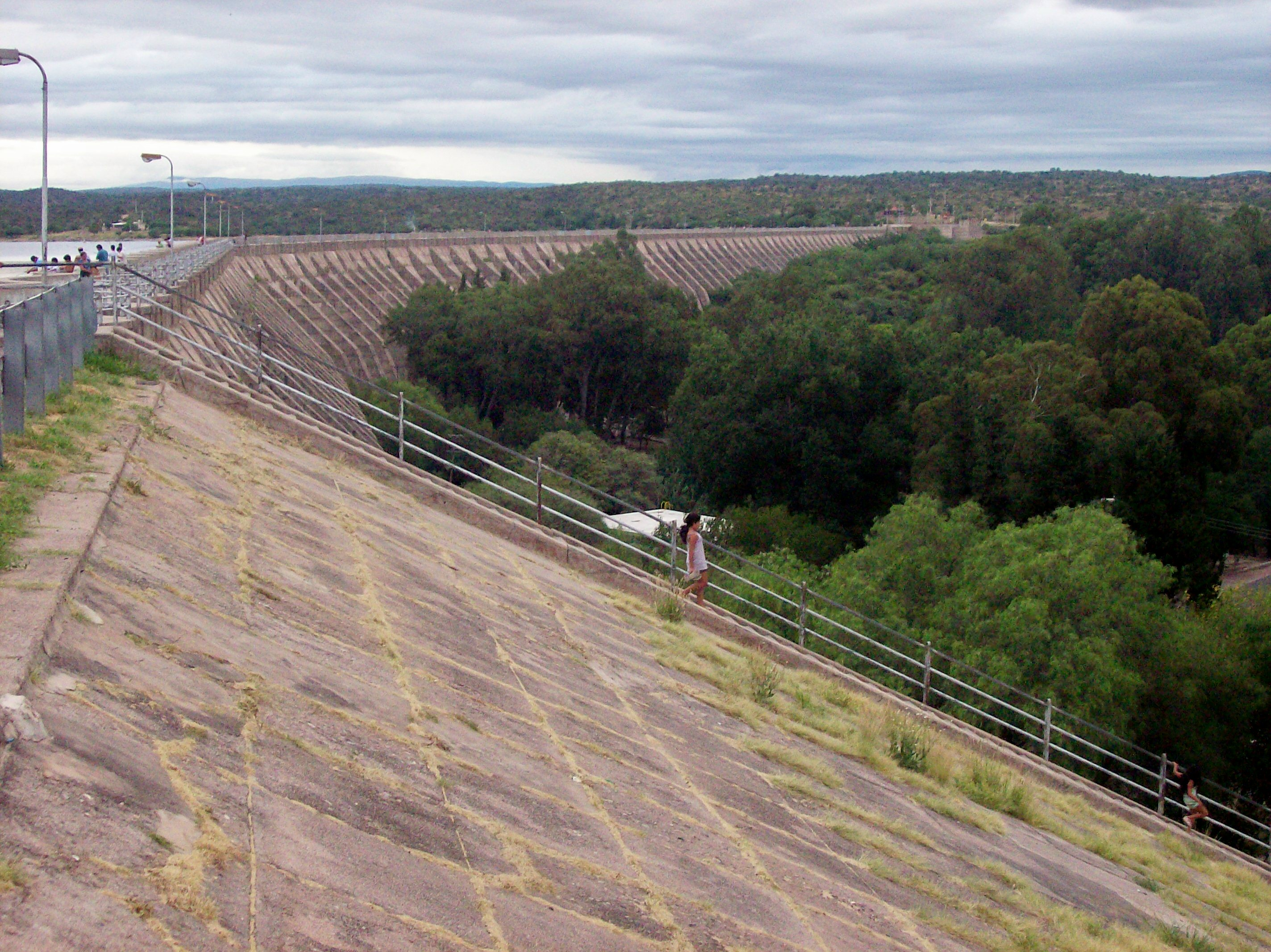
Embalse Cruz del Eje.